# Nextlalpan

La ville de Santa Ana Nextlalpan.

Nextlalpan (mot d'origine nahuatl) est l'une de 125 municipalités de l'État de Mexico au Mexique.
Nextlalpan confine au nord et à l'ouest à l'État de Zumpango (municipalité), au sud à Tonanitla, au sud-ouest à Ecatepec de Morelos, au c'à la ville et à l'ouest à la municipalité de Tultepec.
Son chef-lieu est la Ville de Santa Ana Nextlalpan qui compte environ 11.000 habitants.